# Marcoussis
Marcoussis  [maʁkusi] je francouzské město v departementu Essonne, v regionu Île-de-France, 25 kilometrů jihozápadně od Paříže.

## Geografie
Sousední obce: Saint-Jean-de-Beauregard, Villejust, Nozay, Janvry, Montlhéry, Fontenay-lès-Briis, Bruyères-le-Châtel, Ollainville a Linas.
Obcí protéká řeka Salmouille.
Části obce: Le Gué, Le Mesnil, Beauvert, Chouanville, L'Etang Neuf, L'Orme, Le Fond des Prés a Le plateau du Moulin

## Vývoj počtu obyvatel
Počet obyvatel

## Osobnosti obce
- Louis Malet de Graville, admirál
- Gabriel Dupréau, teolog
- Catherine Henriette de Balzac d'Entragues, metresa
- Jean-Jacques Rousseau, spisovatel a filozof
- Jean-Baptiste Corot, malíř
- Victor Adolphe Malte-Brun, geograf a kartograf
- Aymar de La Baume Pluvinel, astronom
- Pierre Szekely, sochař

## Památky
- Hrad Montagu

## Partnerská města
- Bérégadougou, Burkina Faso
- Mariánské Lázně, Česko
- Waldsassen, Německo